# Oficina en Washington para Asuntos Latinoamericanos
La Oficina en Washington para Asuntos Latinoamericanos (The Washington Office on Latin America, WOLA por sus siglas en inglés), es un centro de estudios y promoción de los derechos humanos en América. A través de colaboraciones estratégicas, WOLA trabaja con defensores de derechos humanos, académicos, líderes religiosos, artistas, negocios, y actores gubernamentales, con quien colabora para promover un cambio social y propugnar por sociedades más justas en las Américas.

## Historia
WOLA fue fundada en 1974 después del golpe de Estado chileno, y por lo largo de esa década, organizó delegaciones en Chile, Argentina, Bolivia y Uruguay para documentar violaciones de los derechos humanos en dichos países. Su logro más conocido de esa época fue su ayuda en redactar un borrador de la Enmienda Harkin, que fue la primera ley de prohibir la asistencia militar de EE. UU. a los gobiernos que violen los derechos humanos.
En los años 80, WOLA fue la primera organización en publicar una investigación que documentó los abusos de los derechos humanos en Nicaragua. Además de eso, WOLA tuvo un gran rol dentro de los acuerdos de paz en El Salvador.
En los 90, la organización se enfocó en divulgar la corrupción y las violaciones cometidas por la administración de Fujimori en Perú. También escribió el primer borrador de la legislación que terminó la prohibición de la venta de alimentos y medicinas de los Estados Unidos a Cuba.
La organización también trabajó con oficiales en ambos el Congreso estadounidense y la Casa Blanca para orientar a la reacción estadounidense ante la devastación del Huracán Mitch en América Central.
En los años 2000, WOLA tuvo un papel clave en la creación de la Comisión Internacional Contra la Impunidad en Guatemala (CICIG), con el objetivo de fortalecer el sistema de justicia en Guatemala y desarticular las redes criminales profundamente incrustadas en el Estado. Otro gran logro de la primera década del milenio fue cambiar el enfoque de ayuda monetaria estadounidense, cambiando y ampliando el énfasis en financiamiento militar para incluir proyectos de desarrollo económico y social en Colombia, México y Centroamérica.

## Trabajo actual
Desde su fundación, WOLA ha jugado un papel clave en los debates políticos de Washington sobre los derechos humanos en América Latina. Hoy en día, dialoga frecuentemente con el poder ejecutivo de los EE. UU., organizaciones multilaterales, los representantes del Congreso estadounidense, y la prensa del hemisferio occidental para facilitar el intercambio de información y análisis.
Sus programas actuales incluyen:
- Brasil Archivado el 20 de abril de 2015 en Wayback Machine.
- Colombia
- Cuba
- México
- Centroamérica
- Sudamérica
- Migración y Seguridad Fronteriza Archivado el 19 de abril de 2015 en Wayback Machine.
- Política de Drogas Archivado el 19 de abril de 2015 en Wayback Machine.
- Política de Seguridad Regional Archivado el 19 de abril de 2015 en Wayback Machine.
- Seguridad Ciudadana Archivado el 19 de abril de 2015 en Wayback Machine.